# Lev Davidovics Landau
Lev Davidovics Landau (oroszul: Лев Дави́дович Ланда́у; Baku, 1908. január 22. – Moszkva, 1968. április 1.) Nobel-díjas szovjet elméleti fizikus.

## Élete
1908. január 22-én született zsidó családban az akkor az Orosz Birodalomhoz tartozó azerbajdzsáni Bakuban. Édesapja, David Lvovics Landau mérnök volt a helyi olajiparban, édesanyja, Ljubov Venyiaminovna Garkavi-Landau orvosként dolgozott. Tizenhárom évesen végezte el a középiskolát, 19 évesen szerzett diplomát a Leningrádi Állami Egyetem elméleti fizika szakán. 1929 és 1931 között Svájcban, Németországban, Angliában és – Niels Bohr tanítványaként – Dániában dolgozott. 1932-től 1937-ig az Ukrán Műszaki-Fizikai Intézet Elméleti Osztályát vezette Harkovban. 
1937-ben Landau feleségül vette Kora T. Drobanzevát Harkovból.  Fiuk, Igor (1946–2011) elméleti fizikus lett.
1937-ben Moszkvába került, 1962-ig a Szovjet Tudományos Akadémia Fizikai Intézetét vezette. 

## Tudományos eredményei
Landau vívmányai közé tartozik a sűrűségmátrix módszer független együttes felfedezése a kvantummechanikában (Neumann János mellett), a diamágnesesség kvantummechanikai elmélete, a szuperfolyékonyság elmélete, a másodrendű fázisátalakulások elmélete, a Ginzburg–Landau elmélet. a szupravezetés, a Fermi-folyadékok elmélete, a Landau-csillapítás magyarázata a plazmafizikában, a Landau-pólus a kvantumelektrodinamikában, a neutrínók kétkomponensű elmélete, a láng instabilitás magyarázata (Darrieus-Landau instabilitás), valamint az S Landau-egyenletei mátrix szingularitások.
A szuperfolyékony hélium vizsgálatakor sejtette meg a rotonok létezését. A roton egy elemi részecske vagy kvázirészecske. Az ilyen "nem valódi részecskék" egy adott anyaghoz kapcsolódó állapot illetve tulajdonság leírását segítik elő. A rotonok konkrétan a hélium mikroszkopikus örvényszerű gerjesztéseinek leírására alkalmasak.
A folyékony hélium viselkedése 2,2 kelvin hőmérséklet alá hűtésekor hirtelen megváltozik, szuperfolyékonnyá válik. Ez azt jelenti, hogy gyakorlatilag súrlódás nélkül áramlik át egyik része a kapillárison. A hélium másik fele erősen felmelegszik, mintha a folyadék hideg része távozott volna az edényből. Landau ötlete, amely ma már a kvantumfolyadékok elméletének alapja, azt mondja ki, hogy az ilyen tulajdonságú szuperfolyékony héliumban kétféle hanghullám terjedhet.
Landau pontosan megjósolta mindkét hullám tulajdonságait és közben a szuperfolyékony hélium mikroszkopikus örvényszerű gerjesztéseinek, a „roton”-oknak a tulajdonságait is. Ezeket csak Landau halála után sikerült kimutatni, amikor is egy kísérlet során a héliumon neutronnyalábot engedtek át és neutronsugár elhajlásából világosan kiderült: a rotonok valóban léteznek.
A szuperfolyékonyság matematikai elméletének kidolgozásáért 1962-ben fizikai Nobel-díjat kapott. Az elmélet a folyékony hélium tulajdonságait számolja 2,17 K (−270,98 °C) alatti hőmérsékleten. 

## Politikai nézetei, értékrendje
1938 áprilisában letartóztatták egy Sztálin-ellenes röplap írásáért, mely a sztálinizmust a német nácizmushoz és az olasz fasizmushoz hasonlította. 
1957-ben a KGB az SZKP Központi Bizottsága számára készített terjedelmes jelentés rögzítette Landau nézeteit az 1956-os magyar felkelésről, Vlagyimir Leninről és az általa „vörös fasizmusnak” nevezett jelenségről.
1965 júniusában Lev Landau és Jevszej Liberman levelet tettek közzé a The New York Timesban, amelyben kijelentették, hogy szovjet zsidóként ellenzik az Egyesült Államok beavatkozását a 'Diákharc a szovjet zsidóságért' hivatkozással. .

## Halála
Landau 1968. április 1-jén, 60 évesen halt bele a hat évvel korábbi autóbalesetben elszenvedett sérülések komplikációiba. A Novogyevicsi temetőben temették el.

## Magyar nyelven is megjelent művei
- L. D. Landau-J. B. Rumer: Nehéz kérdések – Mi a relativitáselmélet?, Móra Ferenc Ifjúsági Könyvkiadó, Budapest, 1961, fordította: Abonyi Iván
- L. D. Landau-A. I. Kitajgorodszkij: Fizika mindenkinek (Физика для всех, 1979?), Gondolat Kiadó, Budapest, 1975, fordította: Katona Zoltán
- L. D. Landau-E. M. Lifsic: Elméleti fizika I-X., (Теоретическая физика, 1974), Tankönyvkiadó Vállalat, Budapest, 1974 és 1988 között több kiadás, Typotex Kiadó Budapest, 2010-2012, szerkesztő: Dr. Marx György (I.-III, V és VII.), továbbá Abonyi Iván, Gálfi László, Geszty Tamás, Moldoványi Gyula, Dr. Nagy Tibor, Oláh Judit és Patkós András
  - I. Mechanika, fordította: Boschán Péter, Matolcsi Tamás, Gálfi László, Kunszt Zoltán, Niedermayer Ferenc
  - II. Klasszikus erőterek, fordította: Boschán Péter, Gálfi László, Kunszt Zoltán, Niedermayer Ferenc
  - III. Kvantummechanika, fordította: Boschán Péter, Matolcsi Tamás, Gálfi László, Kunszt Zoltán, Niedermayer Ferenc
  - IV. Relativisztikus kvantumelmélet, fordította: Niedermayer Ferenc, Patkós András
  - V. Statisztikus fizika I., fordította: Boschán Péter, Matolcsi Tamás, Gálfi László, Kunszt Zoltán, Niedermayer Ferenc
  - VI. Hidrodinamika, fordította: Boschán Péter
  - VII. Rugalmasságtan, fordította: Boschán Péter
  - VIII. Folytonos közegek elektrodinamikája, fordította: Boschán Péter, Krasznovszky Sándor?
  - IX. Statisztikus fizika II., fordította: Patkós András
  - X. Kinetikus fizika, fordította: Seres István

## Érdekességek
1972-ben tiszteletére nevezték el a 2142 Landau kisbolygót.